# Circuit de Johor
El circuit de Johor va ser un circuit de curses situat a Pasir Gudang, a l'estat de Johor, Malàisia.

## Història
Les obres de construcció del circuit van començar el 1985 i el 1986 el va inaugurar oficialment el soldà Iskandar. El 1998, el circuit va ser millorat i aquell any mateix va acollir el Gran Premi de Malàisia de motociclisme, així com dues curses del Campionat del Món de Superbike els anys 1992 i 1993.
A començaments del segle XXI, el circuit acollia sovint proves del Festival Asiàtic de Velocitat (Asian Festival of Speed), que inclou el Campionat Asiàtic de Turismes i el de Fórmula 2000. El 2003, la Fórmula 2000 es va substituir per la Fórmula BMW Àsia i s'hi afegí la Porsche Carrera Cup Asia per a l'ocasió.
El 2015, el soldà Ibrahim Ismail va anunciar que el circuit seria modernitzat. El 2016 es va presentar el nou pla de disseny, amb un cost de 800 milions de dòlars, però els plans de desenvolupament van fracassar i el circuit es va acabar tancant el 2017 després de les curses del Campionat d'Àsia de motociclisme.